# جبل قريعة (الظهار)

تعديل مصدري - تعديل

جبل قريعة محلة تابعة لقرية عيقره العلياء، التابعة لعزلة انامر بمديرية الظهار إحدى مديريات محافظة إب في الجمهورية اليمنية.، بلغ تعداد سكانها 239 حسب تعداد اليمن لعام 2004.